# Aldo Calò
Aldo Calò (né en 1910 à San Cesario di Lecce, dans la région des Pouilles et mort à Rome en 1983) était un sculpteur italien.

## Biographie
Aldo Calò fait des études d'art à Lecce et Florence. Il commence à exposer en 1945 et il obtient un premier prix, ex æquo, de sculpture à la  XXXIe biennale de Venise. Il voyage longuement en France et au Royaume-Uni où il découvre Henry Moore. Ses sculptures en bois et en métal sont proches de l'art informel.

## Œuvres

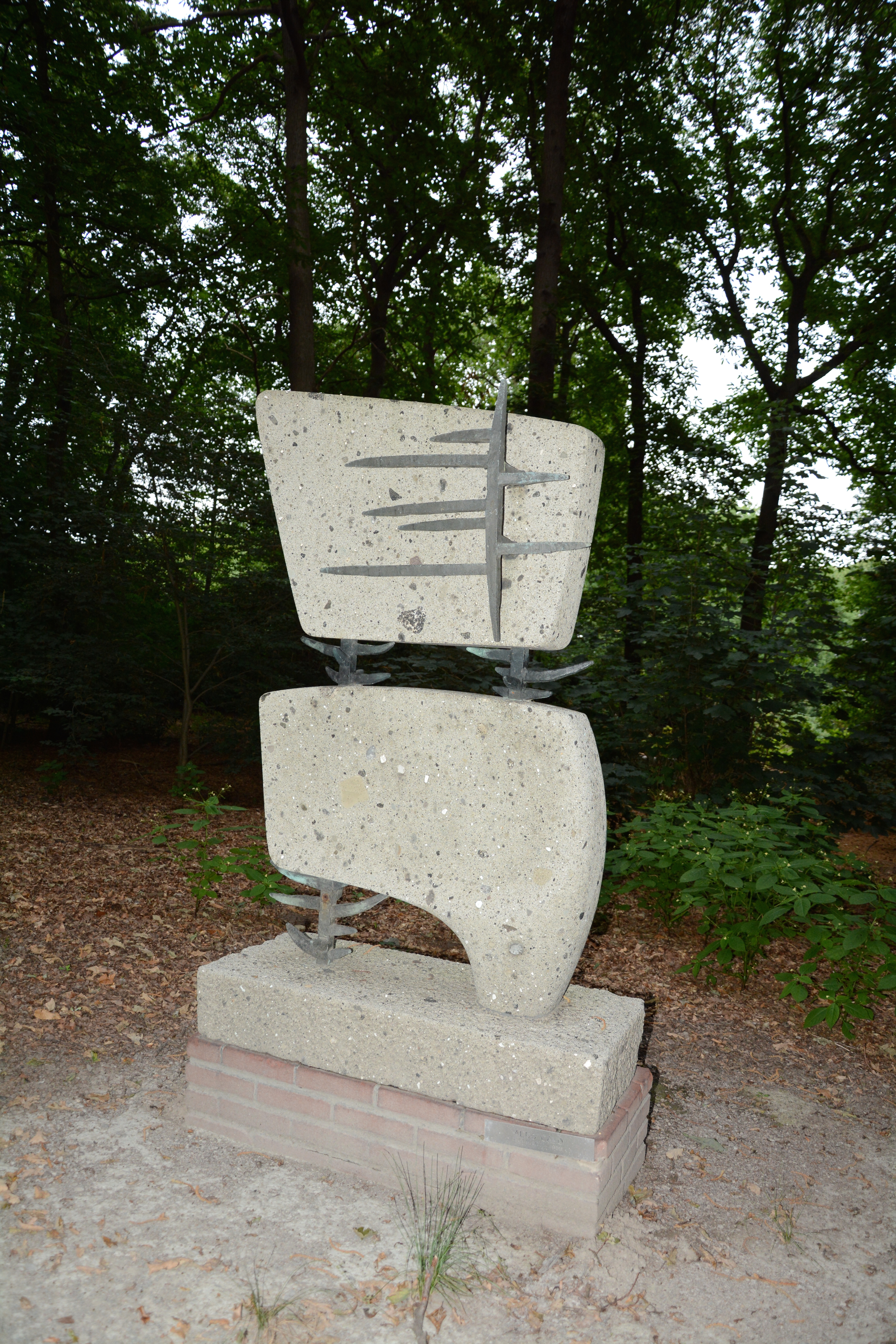
Biforma, 1959, Musée de sculpture en plein air de Middelheim

- Orizzontale, 1964, Lynden-Bradley Sculpture Park, Milwaukee, Wisconsin[3]
- Tensione, 1962, Lynden-Bradley Sculpture Park, Milwaukee, Wisconsin[4]
- Tondo, bronze diamètre 24 cm, 1976[5]
- Biforma, 1959, Middelheim museum, Antwerp[6]